# Bob-Weltmeisterschaft 1962
Die 21. Bob-Weltmeisterschaft fand am 20. und 21. im Zweierbob sowie am 30. Januar 1962 in Garmisch-Partenkirchen in Deutschland statt. Neue Weltmeister wurden im Zweierbob die Italiener Rinaldo Ruatti und Enrico De Lorenzo sowie im Viererbob der Bob Deutschland II mit einer Besatzung des SV Ohlstadt, angeführt vom Piloten Franz Schelle.

## Konstellation
Nach dem Debakel von Squaw Valley, als erstmals seit Aufnahme in das olympische Programm keine Bobwettbewerbe stattfanden, fiel auf der 58. IOC Session im Sommer 1961 in Athen eine wichtige Entscheidung im Hinblick auf die Zukunft des Bobsports. Durch die Aufnahme des Rennschlittensports ins olympische Programm und die damit verbundene Notwendigkeit einer Rennschlitten- und Bobbahn für die Olympischen Winterspiele 1964 wurde in Athen auch die Durchführung Olympischer Bobwettbewerbe bestätigt. Dementsprechend sollten bereits 1962 die Bob-Weltmeisterschaft auf der neu zu bauenden Bobbahn in Innsbruck-Igls stattfinden. Allerdings schafften es die Organisatoren in Innsbruck bis zum Sommer 1961 nicht, eine Austragung der von der FIBT für den Januar 1962 in Igls geplanten Bob-Weltmeisterschaft zu garantieren. Somit wurde im Juli 1961 seitens des FIBT-Präsidenten Rotta ein Tausch der nächsten zwei Weltmeisterschafts-Austragungsorte Garmisch-Partenkirchen und Igls verfügt, wodurch die WM 1962 in Garmisch und 1963 in Igls stattfand.
Neben diesen Abstimmungsschwierigkeiten, die aber bereits im Sommer 1961 soweit geklärt waren, wartete die beginnende Wintersaison im Athletenbereich wieder mit einigen Überraschungen auf. Der bis dahin siebenfache Weltmeister Eugenio Monti, einer der prägendsten Athleten im Bobsport seiner Zeit, hatte Anfang Januar 1962 dem italienischen Verband seinen Verzicht auf die Wettkampfsaison und damit auch auf die Weltmeisterschaften mitgeteilt. Offiziell gab er Trainingsrückstand an, in der zeitgenössischen Presse wurde auch über Querelen mit dem italienischen Verband spekuliert. Als Ersatz wurde daraufhin der bis dahin unbekannte Rinaldo Ruatti als zweiter Pilot neben Sergio Zardini nominiert.
Querelen im Schweizer Verband
Für die damalige Presse eher Befremdliches drang aus dem Schweizer Verband an die Öffentlichkeit. Die Eidgenossen, seit 1958 ohne WM-Titel und nur mit einer Bronzemedaille in den WM-Bilanzen stehend, hatten im Dezember 1961 ihre beiden besten Piloten Max Angst und Hans Zoller aus dem Kader verbannt. Nach wochenlangem Schweigen hatte sich der Verband Anfang Januar 1962 nach anhaltender Kritik dazu entschlossen, die Sanktionen zu veröffentlichen. Max Angst wurde aus dem Verband gänzlich ausgeschlossen, Hans Zoller bis zum 31. März 1964 die Lizenz entzogen und für internationale Bobrennen gesperrt. Dies bedeutete in der Endkonsequenz auch eine Sperre für die Olympischen Bobwettbewerbe 1964. Als Begründung wurden im Nachgang diverse Punkte benannt, die aus Sicht des Verbandes zu dieser Sperre führten. Da die Athleten sogenannten Rekurs einlegten, zog sich das Verfahren hin, ein WM-Start war damit aber ausgeschlossen. In der Folge wurden bis dahin relativ unbekannte Nachwuchspiloten statt der erfahrenen WM-Kandidaten nominiert. Für den Zweierbob-Wettbewerb waren das Hans Küderli/Hans Rinderknecht und Jean Wicki/Arthur Leuger, für den Viererbob-Wettbewerb die Teams von Paul Trütsch und Jean Wicki. Damit war die Sache vor der WM aber nicht abgeschlossen. Der für den Zweierbob-Wettbewerb nominierte Hans Küderli verzichtete aus Solidarität zu seinem Bobclubkameraden Hans Zoller auf die WM-Teilnahme. Statt dem Team Küderli/Rinderknecht wurden Paul Trütsch und Gottfried Diener nachnominiert.

## Zweierbob
An den Trainingstagen fuhren die favorisierten Bobs aus Italien, Österreich und Deutschland die besten Zeiten. Dabei zeigte Neuling Ruatti schon sein Potential, wenngleich er am zweiten Trainingstag stürzte. Im deutschen Lager zeigte sich gegenüber dem eigentlich gesetzten Team Hecht/Seidenkranz während des Trainings immer mehr die Überlegenheit des als Ersatzteams nominierten Duos Hans Maurer/Franz Wöhrmann, die dann letztlich auch den Vorzug als Bob Deutschland II erhielten. Die von Franz Kapus betreuten Schweizer Bobs führten zunächst nur Erkundungsfahrten durch.
Nachdem an den Trainingstagen durch einen Kälteeinbruch noch gute Bedingungen herrschten, zeigte das Thermometer am ersten Wettkampftag, Samstag, den 20. Januar 1962 +5 °C an, so dass sich die Jury entschied, nur einen Lauf durchzuführen, da die Bahn bereits danach sehr aufgeweicht und aufgeraut war. Nicht ganz überraschend führte WM-Neuling Rinaldo Ruatti vor den beiden deutschen Bobs. Unter den Erwartungen blieb allenfalls der Vorjahresdritte Sergio Zardini, der aber zu den deutschen Bobs nur einen sehr geringen Abstand aufwies. Überraschender war da schon der Abstand des Führenden Ruatti von über einer Sekunde schon nach dem ersten Lauf auf die Konkurrenz.
Die restlichen drei Läufe wurden am zweiten Wettkampftag, dem 21. Januar 1962 durchgeführt. Im dritten Lauf verbesserte Ruatti dabei den seit 1958 bestehenden Bahnrekord und gewann schließlich nach vier Läufen mit einem Vorsprung von fast drei Sekunden vor Landsmann Zardini seinen ersten und einzigen WM-Titel. Die Mitfavoriten Franz Schelle/Otto Göbl stürzten im dritten Lauf ebenso wie der Bob Österreich I, so dass die eigentlich nur als Ersatz mitgenommenen Hans Maurer und Franz Wörmann bei ihrem WM-Debüt mit Bronze gleich ihre erste Medaille feiern konnten.
| Platz | Land   | Sportler 1                       | 1. Lauf | 2. Lauf | 3. Lauf | 4. Lauf | Gesamt  |
| ----- | ------ | -------------------------------- | ------- | ------- | ------- | ------- | ------- |
| 1     | ITA II | Rinaldo Ruatti Enrico De Lorenzo | 1:19,59 | 1:14,74 | 1:14,26 | 1:15,14 | 5:03,73 |
| 2     | ITA I  | Sergio Zardini Romano Bonagura   | 1:21,55 | 1:15,13 | 1:15,01 | 1:14,93 | 5:06,63 |
| 3     | FRG II | Hans Maurer Franz Wörmann        | 1:21,29 | 1:15,65 | 1:15,40 | 1:16,57 | 5:08,92 |
| 4     | USA I  | Gary Sheffield Jerry Tennant     | 1:21,78 | 1:16,16 | 1:15,27 | 1:16,24 | 5:09,45 |
| 5     | AUT II | Erwin Thaler Franz Koxeder       | 1:22,19 | 1:16,18 | 1:15,30 | 1:16,26 | 5:10,45 |
| 6     | GBR I  | Anthony Nash Robin Dixon         | 1:22,31 | 1:16,16 | 1:16,09 | 1:16,21 | 5:10,77 |
| 7     | CAN I  | Monty Gordon Gordon Currie       | 1:23,23 | 1:16,33 | 1:17,06 | 1:15,91 | 5:12,53 |
| 8     | SWE    | Gunnar Åhs Börje-Bengt Hedblom   | 1:22,04 | 1:16,56 | 1:16,43 | 1:17,40 | 5:12,73 |
| 9     | CAN II | John Emery Peter Kirby           | 1:21,99 | 1:17,57 | 1:17,09 | 1:16,40 | 5:13,17 |
| 10    | GBR II | Jeremy Ropner Bruce Ropner       | 1:23,60 | 1:17,30 | 1:17,42 | 1:16,31 | 5:14,53 |
| 11    | SUI II | Jean Wicki Arthur Leuger         | 1:23,31 | 1:17,97 | 1:16,94 | 1:18,04 | 5:16,26 |
| 12    | SUI II | Paul Trütsch Gottfried Diener    | 1:23,35 | 1:18,44 | 1:18,44 | 1:19,02 | 5:19,35 |
| 13    | USA II | Lloyd Johnson Bill Gleason       | 1:26,46 | 1:18,41 | 1:18,39 | 1:17,78 | 5:21,04 |
| 14    | ROU I  | Heinrich Enea Hariton Paşovschi  | 1:26,56 | 1:19,39 | 1:19,15 | 1:18,46 | 5:23,56 |
| 15    | ROU II | Ion Staicu Nicolae Moiceanu      | 1:24,85 | 1:19,96 | 1:20,19 | 1:20,21 | 5:25,21 |
| 16    | BEL    | Jean de Crawhez Francois Lippens | 1:28,03 | 1:21,20 | 1:22,19 | 1:19,97 | 5:31,39 |
| −     | FRG I  | Franz Schelle Otto Göbl          | 1:21,14 | ?       | DNF     | DNF     | DNF     |
| −     | AUT I  | Franz Isser Heinrich Isser       | 1:22,04 | ?       | DNF     | DNF     | DNF     |

## Viererbob
Nachdem es bereits bei den kleinen Schlitten Probleme mit der Bahn gab, setzten sich diese durch weiterhin ungewöhnlich hohe Temperaturen fort. So konnte am zweiten Trainingstag nur ein Lauf absolviert werden, mehr hielt die Bahn nicht aus.
Am Donnerstag, den 25. Januar, 2 Tage vor dem eigentlichen Wettkampfbeginn, musste das Training sogar bereits nach acht Fahrten abgebrochen werden, da die Bahn aufgerissen war. Damit war auch zunehmend ein regulärer Beginn der WM infrage gestellt. Dieser fand in der Folge auch nicht statt, da das Wetter am Wochenende vom 27. und 28. Januar weiterhin mit Temperaturen über Null aufwartete und es auch nachts frostfrei blieb. Erst für den Sonntagabend war der Einfluss polarer Luft mit Minusgraden vermeldet worden, die sich dann auch die nächsten Tage halten sollte. So wurde die WM nach starken Schneefällen auf Dienstag, den 30. Januar verschoben, an diesem Tag sollten die beiden ersten Wertungsläufe stattfinden.
Bedingt durch die mehrfache Verschiebung entschied die Jury, die Weltmeisterschaft am 30. Januar nur noch mit zwei Wertungsläufen durchzuführen. Und nach dem ersten Lauf schien es so, als ob der ewige Zweite Sergio Zardini nunmehr in die Fußstapfen Eugenio Montis treten konnte. Der Italiener hatte bei den letzten vier Weltmeisterschaften sechs Medaillen gewonnen, hatte aber im Zweierbob-Rennen in Garmisch erneut einen Konkurrenten aus dem eigenen Lager vor sich. Nun lag Zardini auf Goldkurs, allerdings mit nur zwei Hundertstel Vorsprung vor dem Bob von Franz Schelle. Dahinter platzierte sich etwas überraschend der Bob Kanada II vor Bob Österreich I mit den Isser-Brüdern. Die Schweizer, im Zweierbob eher noch unter ferner liefen einzuordnen, zeigten bei den großen Schlitten ansprechende Leistungen. Platz 5 für Team Trütsch und Platz 7 für Team Wicki nach dem ersten Lauf sahen schon deutlich besser aus als noch in der Vorwoche.
Da im zweiten Lauf in der umgekehrten Startreihenfolge gefahren wurde, kam es nunmehr zu einigen kuriosen Entwicklungen. Durch die abbauende Bahn waren die ersten Bobs klar bevorteilt, was sich auch in den Zeiten widerspiegelte. Der schwedische Bob fuhr über fünf Sekunden schneller als im ersten Lauf und fuhr die drittschnellste Zeit im zweiten Lauf. WM-Neuling Wicki fuhr gar Tagesbestzeit. Durch die großen Zeitabstände der zwei Topteams zur Konkurrenz nach dem ersten Lauf war aber letztlich nur deren Abstand untereinander von Belang. Zum einen fuhr Schelle mit allerdings geringem Abstand nur die fünftbeste Zeit, zum anderen verlor aber Zardini auf den Bayer über eine halbe Sekunde. Somit konnte Schelle seine Medaillensammlung um Gold komplettieren und wurde erstmals Weltmeister. Sergio Zardini hatte erneut das Nachsehen und gewann Silber.
Im Kampf um Bronze konnten die Isser-Brüder den zweiten Lauf besser gestalten und fuhren so einen Vorsprung heraus, dass es für die WM-Medaille vor den Kanadiern reichte. Die Schweizer Bobs belegten am Ende die Plätze sieben und acht, die einheimische Presse wertete das durchaus als Achtungserfolg.
| Platz | Land   | Sportler 2                                                               | 1. Lauf | 2. Lauf | Gesamt  |
| ----- | ------ | ------------------------------------------------------------------------ | ------- | ------- | ------- |
| 1     | FRG I  | Franz Schelle, Ludwig Siebert Josef Sterff, Otto Göbl                    | 1:16,99 | 1:16,67 | 2:33,66 |
| 2     | ITA II | Sergio Zardini, Ferruccio Della Torre Enrico De Lorenzo, Romano Bonagura | 1:16,97 | 1:17,26 | 2:34,23 |
| 3     | AUT I  | Franz Isser, Josef Isser Heinrich Isser, Fritz Isser                     | 1:17,93 | 1:17,66 | 2:35,59 |
| 4     | CAN II | Lamont Gordon, David Hobart Purvis McDougall, Gordon Currie              | 1:17,60 | 1:18,24 | 2:35,84 |
| 5     | ITA I  | Rinaldo Ruatti, Hugo Merlo Renato Mocellini, Sergio Mocellini            | 1:18,93 | 1:17,42 | 2:36,35 |
| 6     | FRG I  | Hans Rösch, Theodor Bauer Hans Maurer, Alfred Hammer                     | 1:19,85 | 1:16,53 | 2:36,38 |
| 7     | SUI II | Jean Wicki, Hans Nievergelt Rolf Streuli, Arthur Leuger                  | 1:19,29 | 1:16,48 | 2:36,77 |
| 8     | SUI I  | Paul Trütsch, Roland Klingler Fritz Lüdi, Gottfried Diener               | 1:18,50 | 1:18,33 | 2:36,83 |
| 9     | GBR II | Anthony Nash, David Lewis Guy Renwick, Robin Dixon                       | 1:20,08 | 1:18,03 | 2:38,11 |
| 10    | SWE I  | Gunnar Ahs, Lasse Akergren Gösta Jälmbrandt, Börje Hedblom               | 1:21,80 | 1:16,54 | 2:38,34 |
| 11    | GBR I  | Bill McCowen, Robert Lycett-Green Philip Martyon, Andrew Hedges          | 1:21,06 | 1:18,25 | 2:39,31 |
| 12    | CAN I  | Victor Emery, Paul Levesque Joseph Travers, Peter Kirby                  | 1:21,33 | 1:18,46 | 2:39,79 |
| 13    | ROU    | Henri Enea, Hariton Paşovschi Constantin Dragomir, Nicolae Moiceanu      | 1:21,41 | 1:19,96 | 2:41,37 |
| 14    | USA I  | Lloyd Johnson, Mike Monaco Jim Howard, Bill Gleason                      | 1:23,28 | 1:18,29 | 2:41,57 |
| -     | AUT I  | Erwin Thaler, Reinhold Durnthaler Josef Amort, Adolf Koxeder             | 1:21,96 | DNF     | DNF     |

## Medaillenspiegel
| Platz | Land        | Gold | Silber | Bronze | Gesamt |
| ----- | ----------- | ---- | ------ | ------ | ------ |
| 1     | Italien     | 1    | 2      | 0      | 3      |
| 2     | Deutschland | 1    | 0      | 1      | 2      |
| 3     | Österreich  | 0    | 0      | 1      | 1      |